# سیارک ۶۹۴۷
سیارک ۶۹۴۷ (به انگلیسی: 6947 Andrewdavis، نامگذاری:1981ET8) شش هزار و نهصد و چهل و هفتمین سیارک کشف شده‌است که در ۱ مارس ۱۹۸۱ کشف شد.
قدر مطلق سیارک برابر ۱۶.۲ است.